# Kobacoris
Kobacoris is een geslacht van wantsen uit de familie van de Reduviidae (roofwantsen). Het geslacht werd voor het eerst wetenschappelijk beschreven door André Villiers in 1969.

## Soorten
Het genus bevat de volgende soorten:

- Kobacoris flavipes Villiers, 1969
- Kobacoris somba (Villiers, 1952)